# Кэйтон, Майлз
Майлз Кэ́йтон (англ. Miles Caton; род. 3 марта 2005, Нью-Йорк, Нью-Йорк, США) — американский музыкант и актёр, наиболее известный по роли Сэмми Мура в фильме «Грешники».

## Ранние годы
Кэйтон родился и вырос в Бруклине, Нью-Йорк. Его мать, Тимини Фигероа, — известная госпел-певица, а тётя, Анэйша Фигероа-Купер, — вокалистка с выдающимся голосом. Дедушка Кэйтона, Эрик Р. Фигероа-старший, является старшим пастором церкви New Life Tabernacle и архиепископом New Life Covenant.
Кэйтон начал петь в возрасте двух лет, и его исключительный вокальный талант быстро привлек внимание. В пять лет, в октябре 2010 года, он выступил на ежегодной церемонии «NAACP», исполнив одну из песен Сэма Кука.

## Карьера

### Музыкальная карьера
Музыкальная карьера Кэйтона начала формироваться в 2017 году, когда вирусное видео с его исполнением песни «Feeling Good» вызвало большой интерес публики, а фрагмент этого выступления был использован в альбоме Jay-Z «4:44». В марте 2018 года, в возрасте 12 лет, он появился в премьерном эпизоде третьего сезона шоу NBC «Little Big Shots», а в декабре того же года выступил в праздничном выпуске с песней «O Holy Night». В 2019 году он исполнил песню «Never Give Up» вместе с госпел-певицей Иоландой Адамс на шоу «The View» в честь Дня Мартина Лютера Кинга.
В 2022 году Кэйтон присоединился к туру H.E.R. в качестве бэк-вокалиста. В 2023 году он выпустил первый сингл «This Ain't It», который получил высокую оценку критиков. Зак Симмонс из журнала Enspire описал его исполнение как «чистое и мощное, напоминающее Стиви Уандера и Донни Хэтэуэя».

### Актёрская карьера
В мае 2024 года Кэйтон получил роль Сэмми Мура в фильме Райана Куглера «Грешники», где снялся вместе с Майклом Б. Джорданом, Хэйли Стейнфилд и Вунми Мосаку. Премьера фильма состоялась 3 апреля 2025 года в Нью-Йорке, а в прокат в США он вышел 18 апреля 2025 года под дистрибуцией Warner Bros. Pictures. Его персонаж, сын проповедника, мечтающий стать блюзовым музыкантом, играет ключевую роль в сюжете, запуская сверхъестественную цепь событий своим музыкальным исполнением. Для роли Кэйтон за два месяца освоил игру на гитаре и самостоятельно исполнил все музыкальные партии, включая аккомпанемент на резонаторной гитаре Добро. Режиссёр Райан Куглер в интервью Variety отметил его выдающийся талант, заявив, что просматривал сотни проб, но запись Кэйтона поразила его «голосом, который встречается раз в поколении».
Критики высоко оценили актёрский дебют Кэйтона в фильме «Грешники». Владимир Ростовский (Film.ru) назвал его «главным открытием фильма». Дана Стивенс (Slate) охарактеризовала его как «талантливого дебютанта», а Стефани Захарек (Time) высоко оценила его «впечатляющий дебют».
Кэйтон намерен развивать актёрскую карьеру. В интервью Variety он выразил желание сыграть Майлза Моралеса в фильмах Marvel, шутливо отметив совпадение их имён.

## Личная жизнь
Среди увлечений Кэйтона — любовь к фильмам ужасов, привитая дядей с детства. Его любимые картины включают «Детские игры», «Пятницу, 13-е» и «Хэллоуин».

## Фильмография
| Год  |   | Русское название | Оригинальное название | Роль      |
| ---- | - | ---------------- | --------------------- | --------- |
| 2025 | ф | Грешники         | Sinners               | Сэмми Мур |